# ناصر الدين النشاشيبي
ناصر الدين النشاشيبي (1919 أو 1920، القدس – 17 مايو 2013، القدس) صحفي ومؤرخ فلسطيني، درس في المدرسة الرشيدية، ثم درس في الجامعة الوطنية في عاليه ثم الجامعة الأمريكية في بيروت وحصل فيها على بكالوريوس في العلوم السياسية والأقتصاد.

## نشأته
شغل مناصب عدة منها رئاسة تحرير جريدة الجمهورية المصرية وكان أيضاً مديراً عاماً للإذاعة الأردنية، ومن ثم عاد إلى القدس بعدها وعمل في إذاعتها معلقاً أدبياً، وكان في سنة 1945سكرتيراً للوفد الفلسطيني في جامعة الدول العربية، كان رئيس تحرير مشارك لصحيفة الجهمورية المصرية وكان مقرباً من الرئيس المصري جمال عبد الناصر، وعمل سفيراً متجولاً للجامعة العربية بعد حرب عام سبعة وستين، بعد مغادرته لمصر حيث جرى مصادرت شقته من قبل نظام الرئيس نور السادات بعد زيارته للقدس وتوقيع أتفاق سلام مع إسرائيل، وقام النشاشيبي بتأليف كتاب "صلاة بلا مؤذن"؛ مما اثار غضب الرئيس أنورالسادات والذي منع عودته لمصر وبقى ممنوعاً حتى اخر يوم في حياته، عاد واستقر في القدس بداية التسعينات من القرن الماضي في منزله في حي الشيخ جراح النيق في القدس، وأطلق عليه أسم قصر الكوثر على أسم والدته التي كان يحبها، أصدر الصحفي والكتب خليل العسلي والذي كان الأقرب للصحافي والكتب نصر الدين منذ عودته للقدس، كتاباً بعنوان «عاشق القلم والمتاعب - قصة ناصر الدين النشاشيبي»

## مؤلفاته
نشر ناصر الدين النشاشيبي أكثر من 50 كتاباً، من بعض مؤلفاته:
| الرقم | الأسم                                       | الرقم | الأسم                                                   |
| ----- | ------------------------------------------- | ----- | ------------------------------------------------------- |
| 1     | شباب محموم 1949.                            | 2     | خطوات في بريطانيا، القاهرة 1949.                        |
| 3     | عندما دخلوا التاريخ، بيروت 1956.            | 4     | فلسطين والوحدة 1959.                                    |
| 5     | ماذا جرى في الشرق الأوسط، بيروت 1960.       | 6     | تذكرة عودة، بيروت 1961.                                 |
| 7     | قصص وأصحابها، بيروت 1962.                   | 8     | حفنة رمال، بيروت 1964.                                  |
| 9     | عربي في الصين، القاهرة 1965.                | 10    | سفير متجول، بيروت 1970.                                 |
| 11    | أريد أن أصلي في المسجد الأقصى.              | 12    | حبات البرتقال(رواية).                                   |
| 13    | نحن مع أحرار اليمن، القاهرة 1962.           | 14    | هل تعرفون حبيبتي(رسائل) 1982.                           |
| 15    | الصوت الآخر للقدس (بالإنجليزية)، لندن 1990. | 16    | لا رمل ولا جمل، باريس 1976.                             |
| 17    | الحبر الأسود…أسود، باريس1977.               | 18    | من قتل الملك عبد الله؟ الكويت 1980.                     |
| 19    | صلاة بلا مؤذن، بيروت 1980.                  | 20    | قصتي مع الصحافة، مدريد 1983.                            |
| 21    | لماذا وصلنا إلى هنا، لندن 1985.             | 22    | المرأة تحب الكلام، لندن 1986.                           |
| 23    | حديث الكبار 1986.                           | 24    | آخر العمالقة جاء من القدس (قصة موسى العلمي)،مدريد 1986. |
| 25    | من أوراق الشرق الأوسط.                      | 26    | في مملكة النساء.                                        |
| 27    | نساء من الشرق الأوسط.                       | 28    | حضرات الزملاء المحترمين، القدس، 1995.                   |
| 29    | قبل ان يزول الاقصى.                         | 30    | ملاعب الذكريات.                                         |
| 31    | عودة الاشباح.                               | 32    | للحيطان أذان.                                           |